# Dunvallo Molmutius
Dunvallo Molmutius (Dyfual moel myd en gallois) est un roi légendaire de l’île de Bretagne (actuelle Grande-Bretagne), dont l’« histoire » est rapportée par Geoffroy de Monmouth dans son Historia regum Britanniae (vers 1135). Il est le fils de Cloten, le roi de Cornouailles. Son règne aurait duré 40 ans.

## Le royaume de l’île de Bretagne
Après la guerre de Troie, Énée arrive en Italie, avec son fils Ascagne et devient le maître du royaume des Romains. Son petit-fils Brutus est contraint à l’exil après avoir accidentellement tué son père. Après une longue navigation, Brutus débarque dans l’île de Bretagne, l’occupe et en fait son royaume. Il épouse Innogen dont il a trois fils. À sa mort, le royaume est partagé en trois parties et ses fils lui succèdent : Locrinus reçoit le centre de l’île à qui il donne le nom de « Loegrie », Kamber reçoit la « Cambrie » (actuel Pays de Galles) et lui donne son nom, Albanactus hérite de la région du nord et l’appelle « Albanie » (Écosse). À la suite de l’invasion de l’Albanie par les Huns et de la mort d’Albanactus, le royaume est réunifié sous la souveraineté de Locrinus. C’est le début d’une longue liste de souverains.

## Dunvallo Molmutius
Dunvallo Molmutius est le fils de Cloten, le roi de Cornouailles, il est le premier souverain à ne pas descendre en ligne directe du fondateur Brutus de Bretagne. Il accède au pouvoir après une guerre civile au cours de laquelle cinq rois se sont succédé et entretués, depuis le meurtre de Porrex Ier.
D’après Geoffroy de Monmouth, il est le plus beau et le plus vaillants de tous les rois de Bretagne insulaire. Il attaque Pinner, le roi de Loegrie et le tue, ce qui provoque une alliance entre Staterius, roi d’Albanie, et Rudaucus, roi de Cambrie. Les deux armées envahissent le territoire de Dunvallo Molmutius et le dévastent. Dunvallo va à leur rencontre avec une armée de 30 000 soldats, mais l’issue de la bataille est incertaine. Pour l’emporter, il conçoit un stratagème qui consiste à faire revêtir à 600 hommes les accoutrements des ennemis morts. Staterius et Rudaucus sont tués, leurs royaumes occupés, dévastés puis réunis sous une seule couronne.
Dunvallo édicte ensuite les lois « Molmutines » selon lesquelles toute personne se réfugiant dans un temple, obtient le pardon ; cette mesure s’appliquant aussi aux routes et aux cités de ces temples. C’est la raison pour laquelle il n’y eut pas de violence durant son règne de 40 ans. Il est enterré à Trinovantum. S’ensuit une guerre civile entre ses deux fils Brenne et Belin.

## Sources
- (en) Peter Bartrum, A Welsh classical dictionary: people in history and legend up to about A.D. 1000, Aberystwyth, National Library of Wales, 1993 (ISBN 9780907158738), p. 243-244 DYFNWAL MOELMUD (1), legendary law-maker. (450-410 B.C.)
- Geoffroy de Monmouth, Histoire des rois de Bretagne, traduit et commenté par Laurence Mathey-Maille, Les Belles lettres, coll. « La Roue à livres », Paris, 2004,  (ISBN 2-251-33917-5).